# Gran Trek
El Gran Trek, también conocido como Gran Marcha o Gran Viaje dificultoso (en afrikáans Groot Trek, ‘Gran Migración’), fue un movimiento migratorio que condujo a multitud de bóeres que vivían en los territorios orientales de la Colonia Británica del Cabo de Buena Esperanza hasta territorios del interior de África situados al nordeste del río Orange. Se calcula que de 1835 a 1843 entre doce y quince mil afrikáneres tomaron parte en dicha migración.

## Las causas del Gran Trek

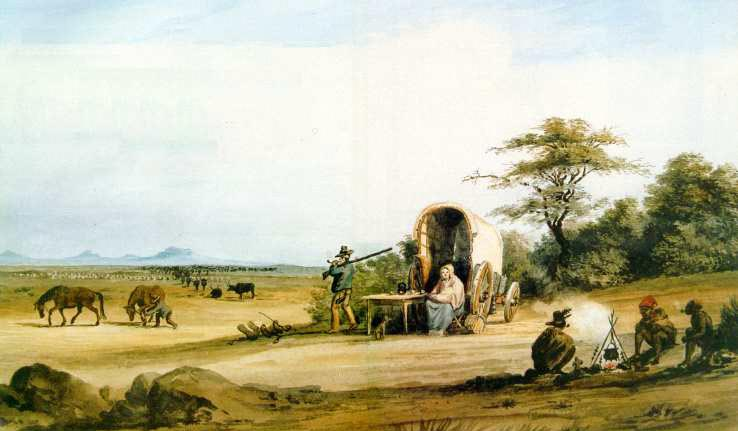
Bóeres cruzando el karoo.

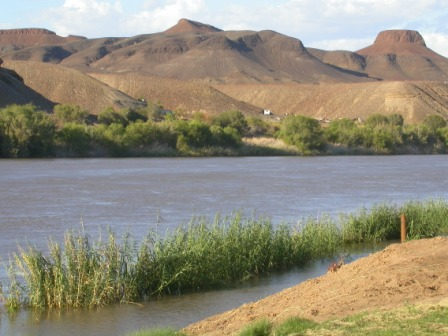
El río Orange constituía un verdadero Rubicón africano. Los que lo cruzaban dejaban atrás la colonia británica y el mundo que conocían, y se adentraban en los territorios del interior de África, que albergaban verdes y fértiles campos, pero que también eran hogar de tribus como los matabele.

Como resultado de la colonización neerlandesa del Cabo de Buena Esperanza, se fue asentando en el extremo meridional de África una población cada vez más numerosa de granjeros europeos a los que se denominaba bóeres o afrikáneres. Estos bóeres habían iniciado un movimiento de migración constante hasta las cuencas de los ríos Oliphants, en el norte, y Groot Visrivier y Kei, en el este, y a finales del siglo XVIII la Compañía Holandesa de las Indias Orientales estaba perdiendo el control de los colonos de la frontera.
Entonces, Gran Bretaña entró en guerra con la República Bátava, aliada de Napoleón, y conquistó Ciudad del Cabo en 1795. Hubo una enorme resistencia a la ocupación por parte de los bóeres de Graaff-Reinet, que sin embargo fue aplastada por las tropas británicas. Tras un breve periodo en el que los Países Bajos volvieron a recuperar El Cabo (1802-1806), Gran Bretaña consolidó su adquisición, que vio confirmada por el Congreso de Viena de 1815.
La imposición de un nuevo orden extranjero fue muy difícil de aceptar para los afrikáneres. Desde el Reino Unido se enviaban cada año decenas de misioneros con el objetivo de cristianizar y educar a los hotentotes, a quienes se pretendía equiparar con los colonos europeos. El rencor de los bóeres se acentuó tras la matanza de Slagters Nek: en 1815, un joven agricultor bóer, Frederik Bezuidenhout, fue asesinado por una patrulla de policías hotentotes que acudían a arrestarlo. Su hermano y otros cuatro compañeros decidieron vengar su muerte e iniciaron una pequeña rebelión. Fueron capturados, condenados a muerte y ahorcados el 9 de marzo de 1816. Durante su ejecución las cuerdas de las que pendían se rompieron y en lugar de conmutarles la pena, que era lo usual en estos casos, se procedió a ejecutarlos. Los bóeres de la frontera, cuya religiosidad era proverbial, interpretaron la ruptura de la soga como una condena divina de las ejecuciones. Décadas después, la fecha del 9 de mayo, aniversario de la matanza, fue declarada festiva en las repúblicas bóeres del Transvaal y el Estado Libre de Orange.
Los agravios de los nuevos gobernantes británicos continuaron creciendo: en 1822 el idioma inglés fue declarado la única lengua del gobierno y los tribunales, y en 1828 se proscribió el uso del idioma neerlandés en la administración y la iglesia. Por si esta política de anglización no fuera suficiente, la protección prestada por los soldados británicos era extremadamente deficiente a los ojos de los bóeres de la frontera oriental, que se veían atribulados frecuentemente por los robos de ganado y las incursiones de saqueo que los xhosa llevaban a cabo en las márgenes del río Kei.
Hubo un extraordinario incremento de la población bóer, que pasó de 5000 personas en 1750, a 15 000 en 1795 y finalmente a 27 000 en 1815. Todo esto generó una intensa hambre de tierras que, combinada con la deficiente administración británica, hizo pensar a muchos bóeres que su futuro se encontraba fuera de la colonia del Cabo, más allá del río Orange. El futuro era pues, la emigración hacia una tierra prometida donde revitalizar las tradiciones democráticas y calvinistas de la vieja Holanda y encontrar pastos verdes y fértiles para el ganado.

## Los inicios de la marcha

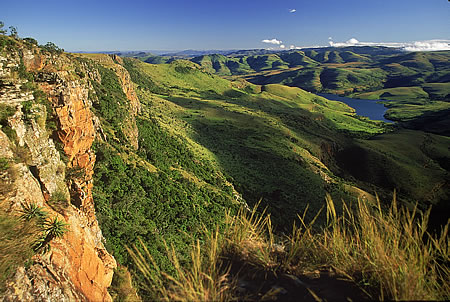
A su regreso, Peter Uys, jefe de los exploradores que había estado en Natal describió a esta comarca como «lo más parecido al Paraíso Terrenal que existe en la Tierra».

En torno a 1835 muchos eran ya los granjeros que tenían la intención de abandonar sus tierras, pero sin embargo, casi nadie se decidía a iniciar la migración. El honor correspondió a Andries Hendrik Potgieter, ganadero de Tarkastad que convenció a algunas de sus familias vecinas para iniciar la marcha.
La tarea no era fácil. Los emigrantes se adentraban en el interior de África, una tierra completamente desconocida que todavía no había sido explorada y cartografiada por los europeos. Tan solo ciertos grupos de griquas y algún que otro pastor blanco habían penetrado en los territorios de la Transorangia, que era el territorio comprendido entre los ríos Orange y Vaal. De los territorios situados más allá del Vaal no se sabía nada, salvo que estaban habitados por la poderosa tribu de los matabele, dirigidos por su rey Mzilikazi.
Así pues, Potgieter decidió enviar tres grupos de exploradores, cuyos destinos eran, respectivamente, el África del Suroeste (actual Namibia), el Soutspanberg (en el remoto norte, junto al río Limpopo) y Natal, en la costa índica de Sudáfrica. Los exploradores que volvieron de Namibia trajeron consigo informes desfavorables que describían la aridez y la pobreza del desierto de Kalahari. Por el contrario, los exploradores que volvieron del Soutspanberg y de Natal volvieron con informes positivos que describían a tierras de lluvias perpetuas, llenas de verdes y abundantes pastos para el ganado.

## Historia

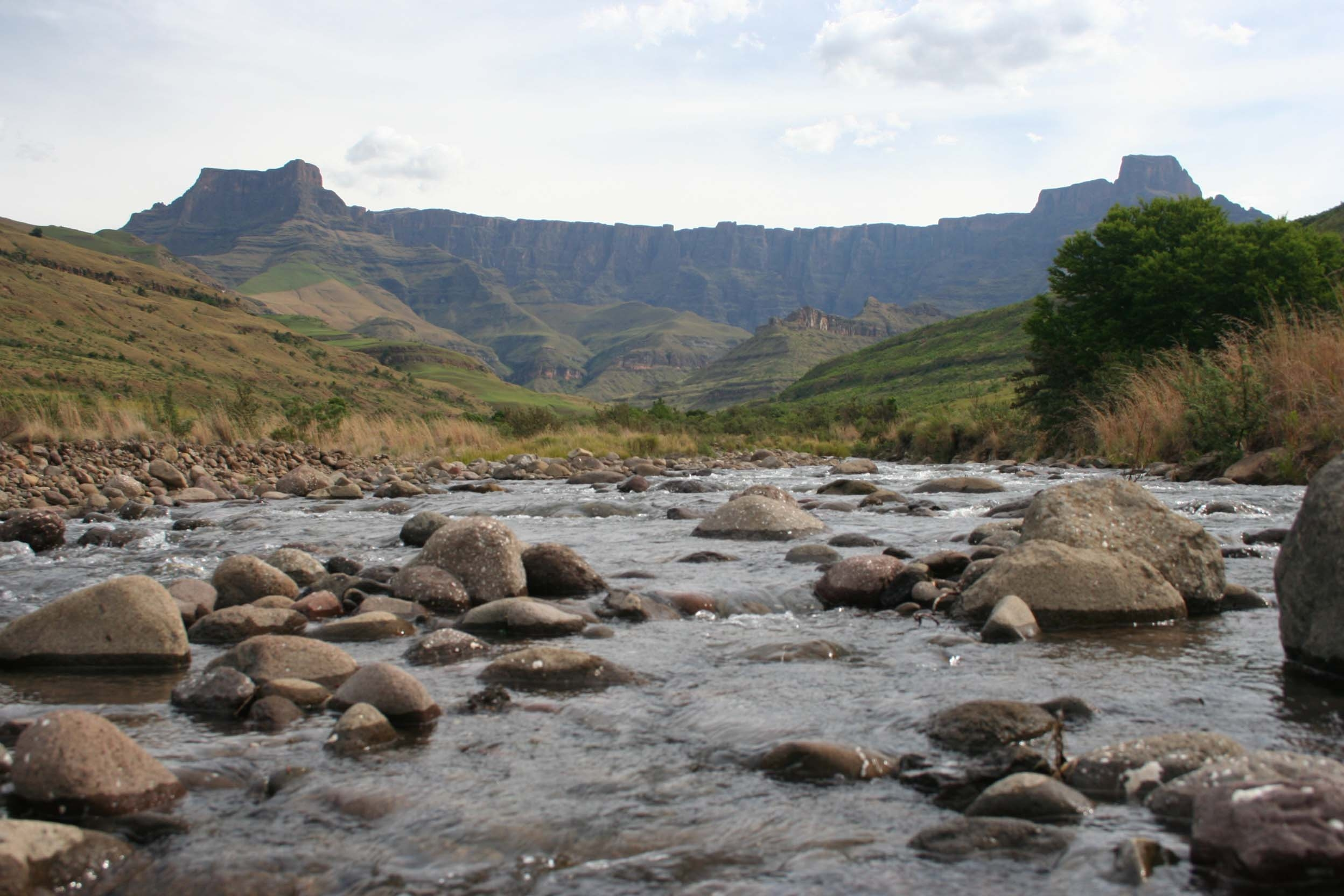
Drakensberg

Los trekkers estaban formados por dos grupos de personas que provenían de la parte más oriental de la región del Cabo: pastores seminómadas (llamados trekboers); y agricultores sedentarios y artesanos (llamados grensboers, o agricultores de la frontera). A todos estos se les englobó en un conjunto para denominarles con el mismo nombre, el de voortrekkers (pioneros). La mayoría de los colonos de la zona occidental del Cabo no iniciaron esta migración. 
Los historiadores barajan diferentes factores que contribuyeron a la emigración de unos 12 000 voortrekkers a las futuras regiones de Natal, Estado Libre de Orange y Transvaal. El más importante parece ser el descontento con el mandato británico que acababa de ser impuesto. Este descontento se dio por sus políticas de anglización, las restrictivas leyes que se aplicaron sobre la esclavitud y su abolición de manera eventual, los acuerdos para compensar a los antiguos esclavistas, y la indiferencia que percibían por parte de las autoridades británicas sobre los conflictos fronterizos que existían a lo largo de la frontera oriental de la Colonia del Cabo. La mayor parte de las fuentes modernas coinciden en que lo que contribuyó definitivamente al inicio de estas migraciones fue una ordenanza promulgada en 1828 (Ordinance 50) que garantizaba igualdad de derechos legales a todas las «personas libres de color», y prohibía el trato inhumano de los trabajadores. Algunas fuentes alegan que la mayoría de los trekboers no tenían esclavos, a diferencia de la mayoría de la población del Cabo occidental, que no emigró. Las tres repúblicas fundadas por los voortrekkers prohibieron la esclavitud en sí misma, pero incluyeron la desigualdad racial en sus constituciones. A pesar de promulgar esta ordenanza, la desigualdad racial continuó existiendo en otras colonias británicas en el África austral.
Otro factor a tener en cuenta podría ser el deseo de escapar de las guerras sin cuartel que se libraban con grupos xhosa a lo largo de la frontera oriental de la Colonia del Cabo. Los voortrekkers también buscaron tierras de labranza fértiles, ya que la buena tierra empezaba a escasear dentro de las fronteras de la colonia. Por último, se debe añadir también como factor a sumar a los anteriores las presiones producidas por el incremento de la población, pues las migraciones de trekboers hacia el este habían llegado a un punto de estancamiento de al menos tres décadas (aunque algunos trekboers emigraron más allá del río Orange antes del Gran Trek).
En 1836 decidieron emprender una larga marcha hacia el interior de Sudáfrica en busca de mayor independencia. En las llanuras que se forman al norte y este del río Orange, en la frontera de la Colonia del Cabo, parecieron haber encontrado la tierra prometida. Las vastas llanuras, poco habitadas, era ideales para la cría de ganado. Sin embargo, lo que no sabían los emigrantes es que los habitantes de aquellos lugares eran los desplazados por el Difaqane.
Con la excepción de la tribus ndebele, los bóoeres no encontraron gran resistencia por parte de los grupos que ocupaban estas tierras. Eran grupos no muy numerosos y faltos de armas y caballos. La condición débil de estos habitantes convenció a los bóeres de que estaban llevando la civilización a un área salvaje. Sin embargo, en las montañas donde el rey Moshoeshoe I formaba la nación basotho, que posteriormente fue conocida como Lesoto y los valles bosquíferos de la tierra de los zulúes, la situación era diferente, ya que estos si presentaron fuerte oposición y la zona se mantuvo en guerra de guerrillas por un periodo de cincuenta años.

## Los enfrentamientos de Natal

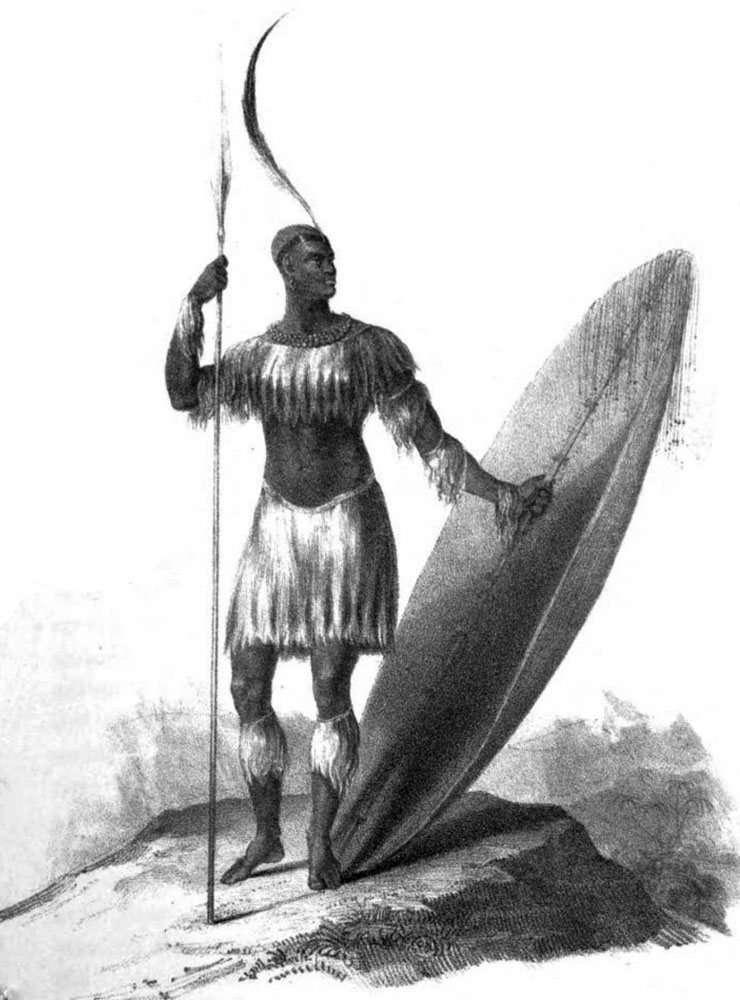
El rey Shaka

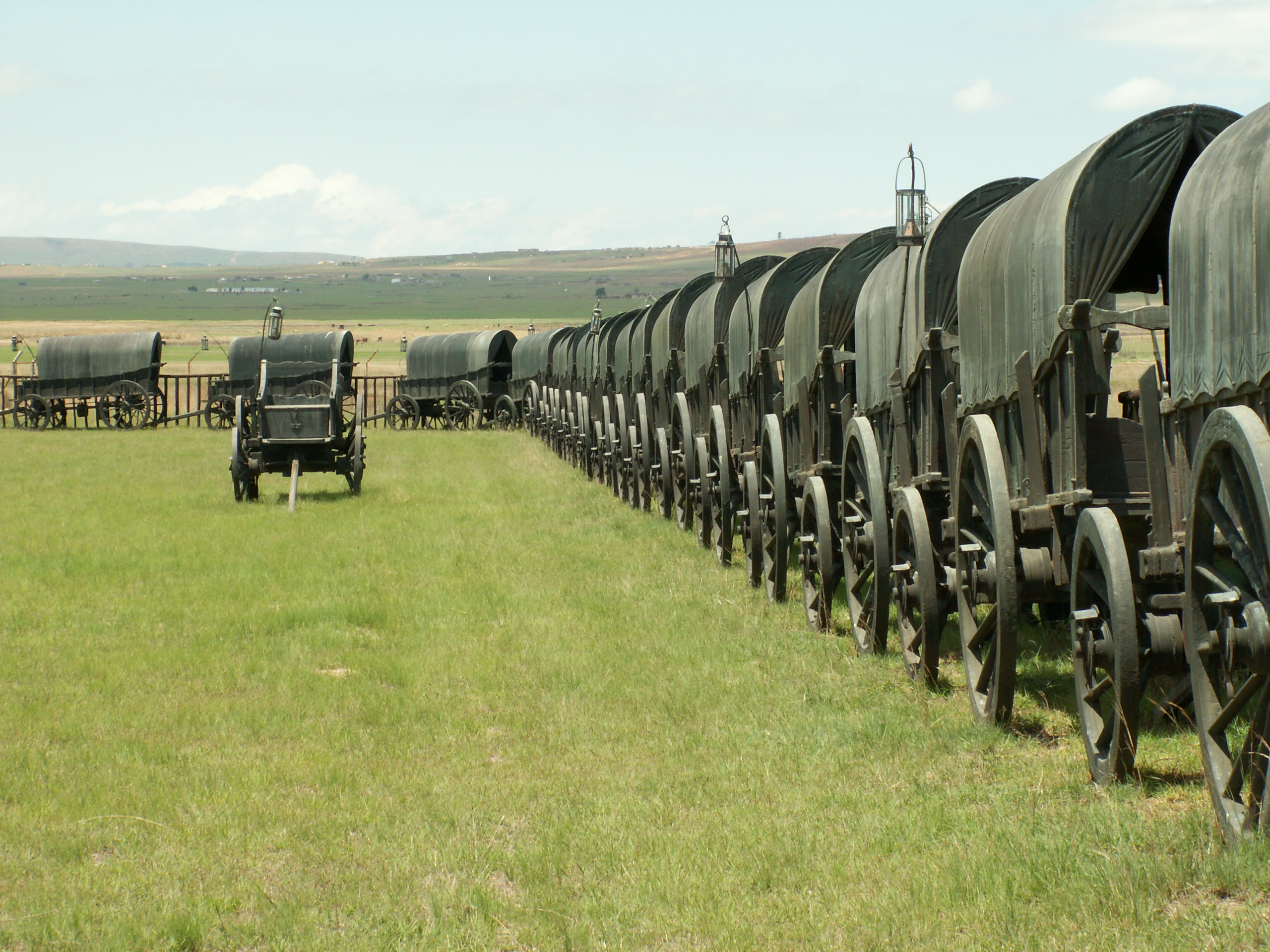
Monumento de río Sangriento, réplica del laager fortificado que se sitúa en el lugar de la batalla del Río Sangriento.

La primera parada del Gran Trek fue en Taba Nchu, cerca de lo que es hoy en día Bloemfontein, donde se estableció la primera república. A raíz de desacuerdos entre los dirigentes bóeres, varios grupos se separaron, dirigiéndose algunos hacia el norte cruzando el Drakensberg hacia Natal, con la idea de crear otra república en esa región.
En Natal entraron en conflicto con los zulúes, quienes comenzaron el hostigamiento a gran escala después de que una delegación encabezada por el líder bóer Piet Retief fuera masacrada por su jefe, Dingane kaSenzangakhona el 6 de febrero de 1838. Existen varias interpretaciones de lo que ocurrió exactamente, pero solo sobrevivieron las notas escritas por el misionero Francis Owen, testigo de los acontecimientos. El manifiesto sobre la tierra que Retief escribió contenía amenazas veladas para referirse a las derrotas infringidas por los voortrekkers a los grupos indígenas encontrados a lo largo de su viaje. La propuesta de los voortrekkers para conseguir un contrato escrito garantizando la propiedad privada chocó frontalmente con la cultura oral de los zulúes, por la que solo el jefe podía distribuir la tierra de manera temporal, y era propiedad comunal. La mayoría de las versiones coinciden en que lo siguiente fue lo que sucedió: La autoridad de Dingane se extendía sobre algunos terrenos que querían colonizar los bóeres, a los que pidió como requisito previo para tomar en cuenta su demanda que recuperaran el ganado robado por Sekonyela, de la tribu rival tlokwa. Los bóeres accedieron y su reputación y sus rifles hicieron que la tribu entregara pacíficamente el ganado. Entonces Dingane invitó a Retief a su residencia en uMgungundlovu para finalizar el trato. No se sabe si había planeado ya la masacre o lo decidió después de que Retief y sus hombres llegaran, pero quizá la exhibición de armas de sus hombres cuando llegaron a caballo fue lo que la provocó. En cualquier caso, Dingane dio orden a sus guerreros de acabar con ellos. Tras acabar con la delegación de Piet Retief, los batallones zulúes atacaron inmediatamente los campamentos bóeres en las colinas del Drakensberg que más tarde se conocerían como Blaauwkrans y Weenen. A diferencia de los enfrentamientos anteriores con los xhosa en la frontera oriental del Cabo, los zulúes acabaron también con mujeres y niños, dejando a la mitad el contingente de voortrekkers de Natal.
El 6 de abril de 1838 los voortrekkers intentaron tomar represalias contra los zulúes realizando una incursión punitiva con un comando de 347 unidades proveniente del Estado Libre de Orange, que más tarde fue conocido como Vlugkommando. Este comando fue derrotado por unos 7000 guerreros zulúes en la batalla de Italeni, al sudoeste de uMgungundlovu. La bien conocida repugnancia de los líderes afrikáneres a someterse al liderazgo de otros, que obstaculizó más adelante el éxito conseguido en las guerras anglo-bóer, fue en gran parte la culpable.
El 16 de diciembre de 1838 una unidad de 470 hombres comandados por Andries Pretorius se enfrentó a unos 10 000 zulúes desde posiciones fijas. Los bóeres tuvieron 3 heridos, siendo uno de ellos Pretorius, sin bajas, mientras que la sangre de unos 3000 zulúes tiñó el río de sangre, por lo que a este enfrentamiento se le conoce como la batalla del Río Sangriento. Las armas de los bóeres les proporcionaron una amplia ventaja tecnológica sobre las lanzas, palos y escudos zulúes. Los bóeres atribuyeron su victoria a un voto que habían hecho a Dios antes de la batalla: si salían victoriosos, ellos y las generaciones futuras conmemorarían el día como un Sabbath. Así, el 16 de diciembre fue celebrado por los bóeres como día festivo, primero denominándolo «Día de Dingane», y posteriormente llamándolo «Día del Voto». En la actualidad sigue siendo un día festivo, pero el nombre fue cambiado por el de «Día de la Reconciliación» por el gobierno post-apartheid del ANC, para fomentar la reconciliación entre todos los sudafricanos.
Después de la derrota de las fuerzas zulúes y de la recuperación del tratado entre Dingane y Retief, los voortrekkers proclamaron la República de Natalia. Este estado bóer fue anexionado por las fuerzas británicas en 1843. El regreso del mandato británico llevó a ocupar tierras en Natal desde el este de las montañas Drakensberg al oeste de ellas y en el highveld de Transvaal y el Estado Libre de Orange, que fueron ocupadas en pequeña medida debido a la devastación producida por el Mfecane.